# Guy de Velate
Guy de Velate (Guido ou Wido), mort le 23 août 1071 à Alexandrie (Italie), est archevêque de Milan à partir de 1045, et fut forcé d'abdiquer en 1067. Proclamé successeur d'Aribert d'Intimiano par acclamation publique, contre l'avis de la noblesse, il fut confirmé à ce poste par l'empereur du Saint-Empire Henri III.
Vers le milieu du XIe siècle, la Pataria, mouvement populaire condamnant la vie dissolue du clergé, gagnait en force à Milan. Le pape Benoît IX, destitué au terme du concile de Sutri (1046) pour simonie, refusait d'abandonner le pouvoir et poursuivait le combat. Guy opposé à la réforme grégorienne était l'un de ses partisans.
À la mort d’Henri III (1056), Hildebrand, Anselme de Lucques et Pierre Damien furent envoyés à Milan pour tenter de mettre un terme au tumulte, sans succès. Puis un partisan de Grégoire VII dénonça l'illettrisme et les débauches de l'évêque Guy, et celui-ci dut abdiquer en 1067, non sans recommander à l'empereur Henri IV le sous-diacre Gotofredo da Castiglione.